# Баутенс, Питер Корнелис
Питер Корнелис Баутенс (Ботенс) (нидерл. Pieter Cornelis Boutens, 20 февраля 1870, Мидделбург, провинции Зеландия, Нидерланды — 14 марта 1943, Гаага) — нидерландский писатель, поэт и переводчик, антиковед, мистик, филолог, педагог, преподаватель классической филологии.

## Биография
Родился в мелкобуржуазной семье. Воспитывался в протестантской среде. Изучал классическую филологию в Утрехтском университете.
Несколько лет преподавал в колледже, с 1890 года полностью посвятил себя литературной деятельности.
Дебютировал, как поэт в 1891 году.
Взгляды Баутенса на искусство сложились под влиянием идеалистической философии Платона, произведений Сапфо и текстов Библии.

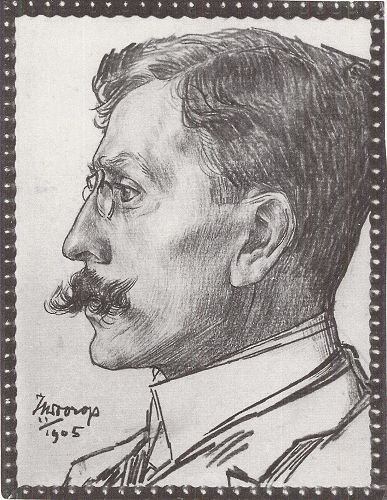
Портрет Питера Корнелиса Баутенса. 1905

Стиль Баутенса основывался на идее достижения «высшей реальности». В течение 45 лет он опубликовал около 20 сборников стихов и большое количество переводов с древнегреческого («Илиада» и «Одиссея»), персидского, французского, немецкого и английских поэтов.
Лирика его отличается холодным аристократизмом: сборники «Стихотворения» («Verzen», 1898), «Прелюдии» (1902), «Голоса» («Stemmen», 1907), «Забытые песенки» («Vergeten liedjes», 1910), «Песни Изольды» 1919), «Интерлюдия» (1942), но в лучших его стихах любовь к людям и родной природе преодолевала скованность классической формы («Летние тучи», 1922).
Гомосексуалист. Автор ряда гомоэротических стихов .
Широко известен в странах нидерландского языка своими переводами из античной поэзии. Известностью пользуется обработка им средневековой легенды о Беатрисе, а также его переводы произведений Эсхила, Софокла, Омара Хайяма.
В 1913 году был награждён премией Генриха Толленса.

## Избранная библиография
- 1898 — Verzen
- 1902 — Praeludiën
- 1903 — Naenia
- 1907 — Stemmen
- 1908 — Beatrijs
- 1908 — Spel van Platoons leven
- 1909 — Vergeten liedjes
- 1910 — Alianora
- 1912 — Carmina
- 1916 — Lente-maan
- 1919 — Strofen uit de nalatenschap van Andries de Hoghe
- 1920 — Sonnetten
- 1921 — Liederen van Isoude
- 1922 — Zomerwolken
- 1926 — De sonnetten van Louis Labé
- 1930 — Oud-Perzische kwatrijnen
- 1931 — Bezonnen verzen
- 1932 — Honderd Hollandsche kwatrijnen
- 1932 — Strofen en andere verzen uit de nalatenschap van Andries de Hoghe
- 1937 — Een nieuwe lente op Hollands erf
- 1942 — In den keerkring. Zeven gedichten
- 1942 — Tusschenspelen
- 1942 — Gegeven keur
- 1943—1954 — Verzameld werk
- 1968 -Verzamelde lyriek

Был членом Ассоциации писателей (с 1905) и её президентом в 1918 году. В годы немецкой оккупации Голландии принимал участие в Гляйхшальтунге.